# 10 Dywizja Kawalerii (austro-węgierska)
10 Dywizja Kawalerii (10. KD.) – wielka jednostka kawalerii cesarskiej i królewskiej Armii.

## Skład w sierpniu 1914 roku
Dowódca: FML Viktor Mayr. 
- 4 Brygada Kawalerii
- 8 Brygada Kawalerii
- Dywizjon Artylerii Konnej Nr 4: 3 baterie artylerii konnej
- oddziały ckm[1].

## Podporządkowanie
W strukturze organizacyjnej armii austro-węgierskiej podlegała bezpośrednio Naczelnemu Dowództwu (niem. Armeeoberkommando – AOK), wchodząc w skład korpusu armijnego.